# Ezore Chen
Ezore Chen (hebr. אזורי חן, Obszary Gracji) – osiedle mieszkaniowe w Tel Awiwie, znajdujące się na terenie Dzielnicy Pierwszej.

## Położenie
Osiedle leży na nadmorskiej równinie Szaron, nad Morzem Śródziemnym. Jest położone w północnej części aglomeracji miejskiej Tel Awiwu, na północ od rzeki Jarkon. Po stronie zachodniej ciągnie się pas nadmorskich wydm, natomiast po stronie północnej znajdują się tereny przemysłowe i niemieszkalne położone pomiędzy Tel Awiwem a położonym w pobliżu miastem Herclijja. Wschodnią granicę osiedla wyznacza droga ekspresowa nr 2, za którą znajduje się osiedle Ramat Awiw Gimel. Południową granicę osiedla wyznacza ulica Tsvi Propes, za którą znajduje się osiedle Ramat Awiw ha-Chadasza.

## Środowisko naturalne
Osiedle powstało na nadmorskich wydmach i nieużytkach rolniczych, położonych na północ od zabudowy miejskiej Tel Awiwu. Podczas rozbudowy teren został wyrównany i obecnie obszar osiedla jest płaski. Osiedle jest oddzielone od plaży jedynie niewielkim wzgórzem Tel Baruch.

### Przyroda
Część nadmorską osiedla zajmuje pas wydm z charakterystyczną śródziemnomorską roślinnością. Tereny położone za wydmami są porośnięte przez zarośla i niewielkie drzewa.

## Historia
Prace budowlane na terenie osiedla rozpoczęto w latach 80. XX wieku, i kontynuowano w latach 90. Zamiarem było stworzenie luksusowego osiedla mieszkaniowego położonego blisko brzegu morza.

## Architektura
Jest to niewielkie nowoczesne osiedle mieszkaniowe, które znajduje się w ciągłej rozbudowie. Są to nowoczesne wieżowce wzniesione z "wielkiej płyty" o 12-14 piętrach. Ogółem osiedle składa się z ośmiu budynków, którą są ustawione w kształcie spirali.

## Sport i rekreacja
Tutejsze plaże umożliwiają uprawianie wszystkich sportów wodnych. Dodatkową atrakcją jest Club Azorei Han, na terenie którego znajdują się między innymi korty tenisowe oraz inne obiekty sportowe.

## Gospodarka
W osiedlu znajdują się siedziby wielu spółek, między innymi: Ashdar Ltd., Azorim Investments & Building Developments Ltd., ESL-Eng. S. Lustig Consulting Engineers Ltd., B.S.R. Engineering & Development Ltd., Tidhar Group.
Na terenie osiedla znajduje się także duże centrum handlowe.

## Infrastruktura
W osiedlu znajduje się ośrodek zdrowia. Przy osiedlu znajduje się także stacja benzynowa (ulica Tsvi Propes).

## Transport
Wzdłuż wschodniej granicy osiedla przechodzi droga ekspresowa nr 2  (Tel Awiw-Netanja-Hajfa). Można na nią wjechać poprzez ulicę Tsvi Propes, która stanowi południową granicę osiedla.